# Putte Kock

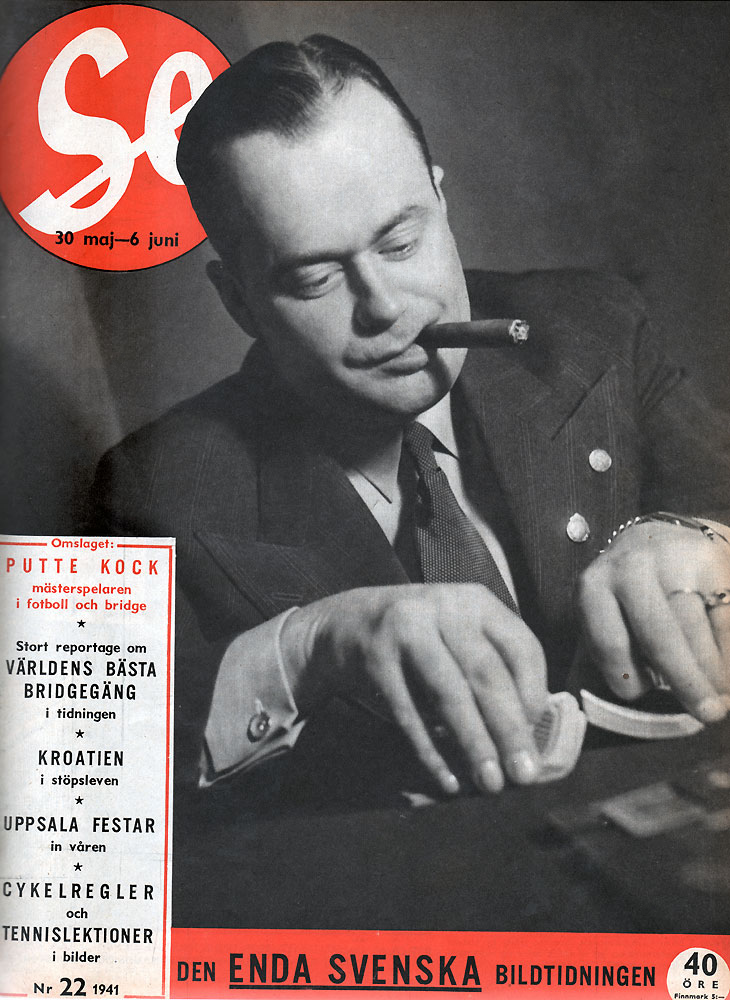
Putte Kock (1941)

Jonas Rudolf Eriksson  Kock, allgemein Putte Kock genannt, (* 29. Juni 1901 in Nacka; † 31. Oktober 1979 in Stockholm) war ein schwedischer Eishockey- und Fußballspieler, Trainer und Funktionär. Später war er Sportexperte im Fernsehen.
1918 bis 1928 gehörte er der ersten Fußballmannschaft von AIK an, mit der er 1923 Schwedischer Meister wurde. Nach einem Meniskusschaden musste er 1928 seine Sportlerlaufbahn beenden. Zwischen 1919 und 1925 bestritt er 37 Länderspiele für die Fußballnationalmannschaft, in denen er zwölf Tore erzielte. Bei den Olympischen Spielen 1924 gewann er mit Schweden als linker Außenstürmer die Bronze-Medaille. Zum Jahreswechsel 1924/25 verstärkte er den IFK Göteborg in vier Spielen auf einer Spanien-Reise und traf dort auf einige der Spitzenmannschaften.
Im Eishockey trat er 1920 bis 1922 und 1924/1925 er für AIK und 1922/23 für IFK Stockholm an. Mit der Eishockeynationalmannschaft wurde er bei der Eishockey-Europameisterschaft 1922 in St. Moritz Zweiter. Insgesamt lief er sechsmal für Schweden aufs Glatteis und erzielte fünf Tore.
Kock beteiligte sich auch in Schwedens anderem Nationalsport, dem Bandy, und war Schwedischer Meister im Bowling. Mit dem Kartenspiel Bridge wurde er 1939 und 1952 Europameister.
1945 bis 1953 war Kock Vorstand bei AIK. In dieser Position gehörte er dem Uttagningskommittén, dem Auswahlkomitee für die Fußballnationalmannschaft, an. Somit zeigte er sich mitverantwortlich für die Erfolge bei den Olympischen Spielen 1948, als die Goldmedaille geholt wurde, der Weltmeisterschaft 1950 und den Olympischen Spielen 1952, als Schweden jeweils Dritter wurde. Auch nach Ende seiner Amtszeit bei AIK blieb er bis 1962 im Komitee, ehe mit Lennart Nyman ein offizieller Nationaltrainer eingestellt wurde.
Ab 1959 arbeitete Kock zudem für Sveriges Television als Experte. Zudem hatte er auch kleine Auftritte als Schauspieler.